# 359 î.Hr.

## Evenimente
- Regele Perdiccas al III-lea moare în timp ce se apără împotriva unui atac al ilirilor și este succedat pe tron de fiul său minor Amintas al IV-lea având ca regent pe unchiul său Filip al II-lea. În același an Filip al II-lea se daclară rege al Macedoniei.

## Nașteri
- dată necunoscută: Pytheas geograf și explorator din Grecia antică (d. 289 î.Hr.)
- dată necunoscută: Filip al III-lea al Macedoniei rege al Macedoniei (d. 317 î.Hr.)

## Decese
- Perdiccas al III-lea, regele Macedoniei (n. ?)